# Dan Einbinder
Dan Einbinder (Hebreeuws: דן איינבינדר) (Jeruzalem, 16 februari 1989) is een Israëlisch voormalig voetballer die doorgaans speelde als middenvelder. Tussen 2009 en 2025 was hij actief voor Beitar Jeruzalem, Hapoel Ironi Kiryat Shmona, Maccabi Tel Aviv, opnieuw Beitar Jeruzalem, Hapoel Beër Sjeva, opnieuw Beitar Jeruzalem, Hapoel Tel Aviv en Hapoel Hadera. Einbinder maakte in 2016 zijn debuut in het Israëlisch voetbalelftal en hij kwam uiteindelijk tot acht interlandoptredens.

## Clubcarrière
Einbinder speelde in de jeugdopleiding van Beitar Jeruzalem in zijn geboorteplaats en in het seizoen 2009/10 zijn debuut in de hoofdmacht. Gedurende drie seizoenen ontwikkelde de middenvelder zich tot een vaste basisspeler bij Beitar. In september 2012 stapte hij over naar Hapoel Ironi Kiryat Shmona. Een jaar later verkaste Einbinder naar Maccabi Tel Aviv, waar hij voor drie jaar tekende. In zijn eerste seizoen speelde hij nog veelvuldig, maar het seizoen 2014/15 leverde hem minder speeltijd op en in de zomer van 2015 mocht hij vertrekken bij Maccabi. Hierop keerde hij terug naar Beitar, waar hij twee jaar lang een belangrijke rol vervulde op het middenveld. In de zomer van 2017 vertrok Einbinder naar Hapoel Beër Sjeva. Bij deze club zette hij zijn handtekening onder een verbintenis voor de duur van drie seizoenen. Tweeëndertig duels later keerde de middenvelder voor de tweede maal terug naar Beitar Jeruzalem. Hapoel Tel Aviv nam Einbinder in januari 2021 transfervrij over en gaf hem een contract voor tweeënhalf jaar. Bij die club vertrok hij in juli 2024, om in oktober voor Hapoel Hadera te tekenen. Einbinder besloot in juli 2025 op zesendertigjarige leeftijd een punt achter zijn actieve loopbaan te zetten.

## Clubstatistieken
| Seizoen | Club                       | Competitie  | Competitie | Competitie | Beker | Beker | Internationaal | Internationaal | Totaal | Totaal |
| Seizoen | Club                       | Competitie  | Wed.       | Dlp.       | Wed.  | Dlp.  | Wed.           | Dlp.           | Wed.   | Dlp.   |
| ------- | -------------------------- | ----------- | ---------- | ---------- | ----- | ----- | -------------- | -------------- | ------ | ------ |
| 2009/10 | Beitar Jeruzalem           | Ligat Ha'Al | 6          | 1          | 0     | 0     | —              | —              | 6      | 1      |
| 2010/11 | Beitar Jeruzalem           | Ligat Ha'Al | 18         | 0          | 0     | 0     | —              | —              | 18     | 0      |
| 2011/12 | Beitar Jeruzalem           | Ligat Ha'Al | 35         | 4          | 4     | 0     | —              | —              | 39     | 4      |
| 2012/13 | Hapoel Ironi Kiryat Shmona | Ligat Ha'Al | 29         | 2          | 1     | 0     | 6              | 0              | 36     | 2      |
| 2013/14 | Maccabi Tel Aviv           | Ligat Ha'Al | 26         | 1          | 1     | 0     | 5              | 0              | 32     | 1      |
| 2014/15 | Maccabi Tel Aviv           | Ligat Ha'Al | 10         | 0          | 8     | 0     | 4              | 0              | 22     | 0      |
| 2015/16 | Beitar Jeruzalem           | Ligat Ha'Al | 28         | 2          | 3     | 0     | —              | —              | 31     | 2      |
| 2016/17 | Beitar Jeruzalem           | Ligat Ha'Al | 34         | 4          | 6     | 1     | 8              | 0              | 48     | 5      |
| 2017/18 | Hapoel Beër Sjeva          | Ligat Ha'Al | 32         | 3          | 7     | 0     | 10             | 2              | 48     | 5      |
| 2018/19 | Hapoel Beër Sjeva          | Ligat Ha'Al | 1          | 0          | 2     | 0     | 6              | 0              | 9      | 0      |
| 2018/19 | Beitar Jeruzalem           | Ligat Ha'Al | 28         | 4          | 7     | 0     | —              | —              | 35     | 4      |
| 2019/20 | Beitar Jeruzalem           | Ligat Ha'Al | 30         | 1          | 2     | 0     | —              | —              | 32     | 1      |
| 2020/21 | Hapoel Tel Aviv            | Ligat Ha'Al | 17         | 1          | 4     | 0     | —              | —              | 21     | 1      |
| 2021/22 | Hapoel Tel Aviv            | Ligat Ha'Al | 33         | 5          | 6     | 0     | —              | —              | 39     | 5      |
| 2022/23 | Hapoel Tel Aviv            | Ligat Ha'Al | 30         | 4          | 1     | 0     | —              | —              | 31     | 4      |
| 2023/24 | Hapoel Tel Aviv            | Ligat Ha'Al | 30         | 1          | 6     | 0     | —              | —              | 36     | 1      |
| 2024/25 | Hapoel Hadera              | Ligat Ha'Al | 23         | 4          | 2     | 0     | —              | —              | 25     | 4      |
| Totaal  | Totaal                     | Totaal      | 409        | 37         | 60    | 1     | 39             | 2              | 508    | 40     |

## Interlandcarrière
Einbinder maakte zijn debuut in het Israëlisch voetbalelftal op 6 oktober 2016, toen met 1–2 gewonnen werd van Macedonië in een kwalificatiewedstrijd voor het WK 2018. Tomer Hemed en Tal Ben-Haim scoorden voor de Israëliërs en de tegentreffer kwam van Ilija Nestorovski. Einbinder moest van bondscoach Elisha Levy op de reservebank starten, maar achttien minuten voor tijd betrad hij het veld voor Eyal Golasa. De andere debutant dit duel was Ahmed Abed (Hapoel Ironi Kiryat Shmona). In zijn tweede interland, op 12 november 2016 tegen Albanië, mocht hij in de basis starten en hij werd na zeventig minuten gewisseld ten faveure van Tomer Hemed. Nadat Eran Zahavi uit een strafschop de score had geopend, maakte Einbinder er 0–2 van. Eliran Atar tekende uiteindelijk voor de derde en laatste treffer van het duel.
| Interlands van Dan Einbinder voor Israël | Interlands van Dan Einbinder voor Israël | Interlands van Dan Einbinder voor Israël | Interlands van Dan Einbinder voor Israël | Interlands van Dan Einbinder voor Israël | Interlands van Dan Einbinder voor Israël | Interlands van Dan Einbinder voor Israël |
| №                                        | Datum                                    | Wedstrijd                                | Uitslag                                  | Competitie                               | Goals                                    |                                          |
| Als speler bij Beitar Jeruzalem          | Als speler bij Beitar Jeruzalem          | Als speler bij Beitar Jeruzalem          | Als speler bij Beitar Jeruzalem          | Als speler bij Beitar Jeruzalem          | Als speler bij Beitar Jeruzalem          | Als speler bij Beitar Jeruzalem          |
| ---------------------------------------- | ---------------------------------------- | ---------------------------------------- | ---------------------------------------- | ---------------------------------------- | ---------------------------------------- | ---------------------------------------- |
| 1                                        | 6 oktober 2016                           | Macedonië – Israël                       | 1 – 2                                    | WK 2018 kwalificatie                     |                                          |                                          |
| 2                                        | 12 november 2016                         | Albanië – Israël                         | 0 – 3                                    | WK 2018 kwalificatie                     | 66'                                      |                                          |
| 3                                        | 24 maart 2017                            | Spanje – Israël                          | 4 – 1                                    | WK 2018 kwalificatie                     |                                          |                                          |
| Als speler bij Hapoel Beër Sjeva         |                                          |                                          |                                          |                                          |                                          |                                          |
| 4                                        | 2 september 2017                         | Israël – Macedonië                       | 0 – 1                                    | WK 2018 kwalificatie                     |                                          |                                          |
| 5                                        | 5 september 2017                         | Italië – Israël                          | 1 – 0                                    | WK 2018 kwalificatie                     |                                          |                                          |
| 6                                        | 6 oktober 2017                           | Liechtenstein – Israël                   | 0 – 1                                    | WK 2018 kwalificatie                     |                                          |                                          |
| 7                                        | 24 maart 2018                            | Israël – Roemenië                        | 1 – 2                                    | Vriendschappelijk                        |                                          |                                          |
| Als speler bij Beitar Jeruzalem          |                                          |                                          |                                          |                                          |                                          |                                          |
| 8                                        | 11 oktober 2018                          | Israël – Schotland                       | 2 – 1                                    | Nations League 2018/19                   |                                          |                                          |

## Erelijst
| Competitie        |                  |                  |                  |                  |
| Competitie        | Aantal           | Jaren            |                  |                  |
| Maccabi Tel Aviv  | Maccabi Tel Aviv | Maccabi Tel Aviv | Maccabi Tel Aviv | Maccabi Tel Aviv |
| ----------------- | ---------------- | ---------------- | ---------------- | ---------------- |
| Ligat Ha'Al       | 2                | 2013/14, 2014/15 |                  |                  |
| State Cup         | 1                | 2014/15          |                  |                  |
| Toto Cup          | 1                | 2014/15          |                  |                  |
| Hapoel Beër Sjeva |                  |                  |                  |                  |
| Ligat Ha'Al       | 1                | 2017/18          |                  |                  |
| Supercup          | 1                | 2017             |                  |                  |